# 杰哈德·特雷梅爾
杰哈德·特雷梅爾（德語：Gerhard Tremmel；1978年1月16日—）是一位德國足球運動員。在場上的位置是守門員。他現在效力於英格蘭足球超級聯賽球隊斯旺西城足球俱樂部。他在2011年轉會斯旺西城。